# Dorfkirche Groß Rietz

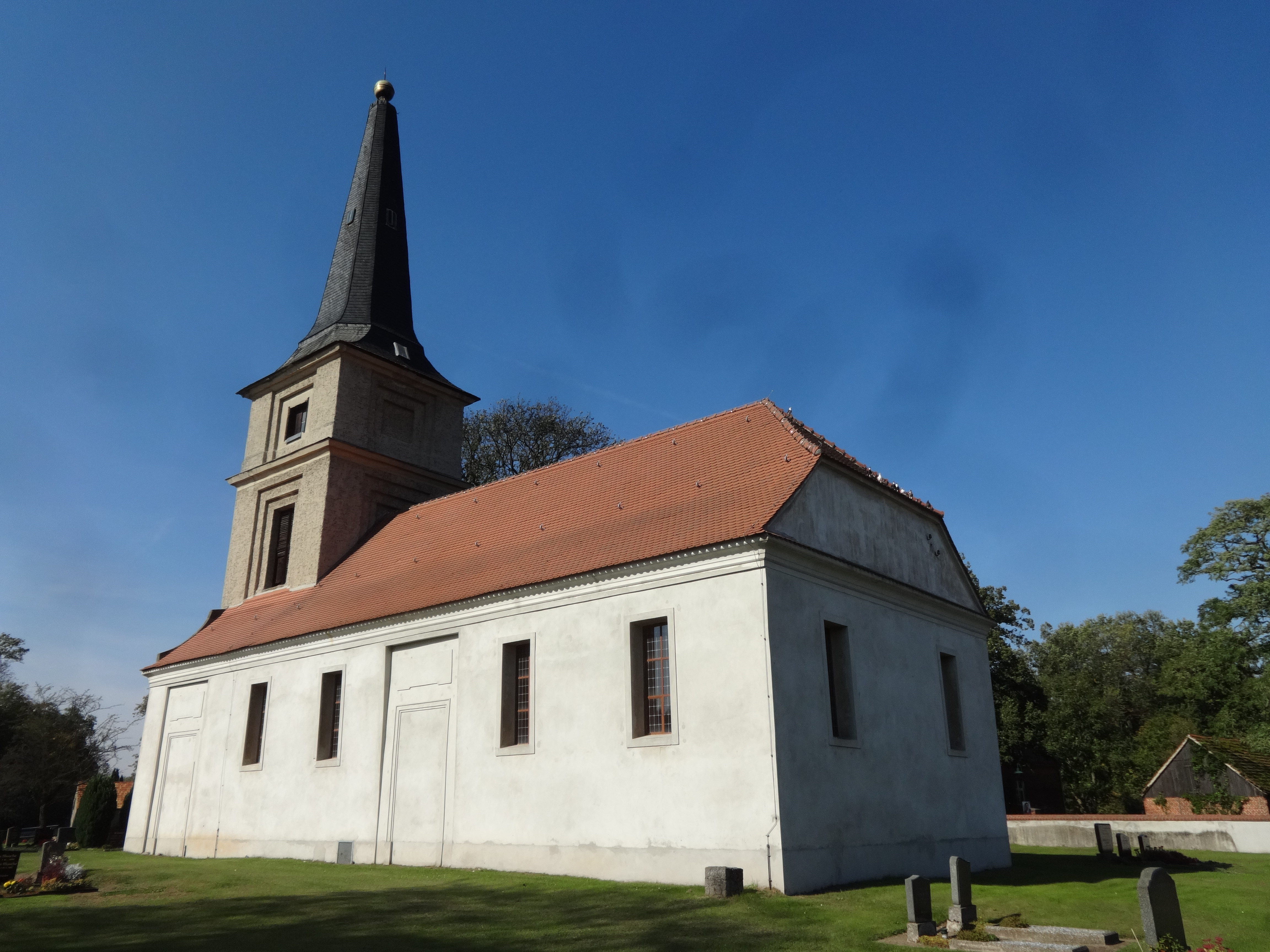
Dorfkirche Groß Rietz

Die evangelische Dorfkirche Groß Rietz ist eine Saalkirche aus dem Jahr 1704 in Groß Rietz, einem Ortsteil der Gemeinde Rietz-Neuendorf im Landkreis Oder-Spree im Land Brandenburg. Die Kirchengemeinde gehört zum Kirchenkreis Oderland-Spree der Evangelischen Kirche Berlin-Brandenburg-schlesische Oberlausitz.

## Lage
Die Bundesstraße 168 führt als Beeskower Chaussee in West-Ost-Richtung durch die Gemarkung. Von ihr zweigt die Bahnhofstraße in nördlicher, aber auch in südlicher Richtung ab. Die Kirche steht südwestlich dieser Kreuzung auf einer Fläche, die mit einer Mauer aus unbehauenen und nicht lagig geschichteten, aber teilweise verputzten Feldsteinen eingefriedet ist.

## Geschichte
Der Bau der Kirche hängt eng mit der Errichtung des Schlosses in Groß Rietz in den Jahren 1693 bis 1700 nach Plänen von Cornelis Ryckwaert zusammen. Bauherr war Johann Georg von der Marwitz, der 1704 starb. Im gleichen Jahr wurde die Kirche errichtet und die Kirchweihe gefeiert. 1790 kaufte Johann Christoph von Woellner das Gut und ließ als Patron 1791 die Kirche renovieren und den Westturm anbauen. Der Turm erhielt 1909 eine Spitze. In den Jahren 1994 bis 1997 wurde das Bauwerk saniert.

## Baubeschreibung

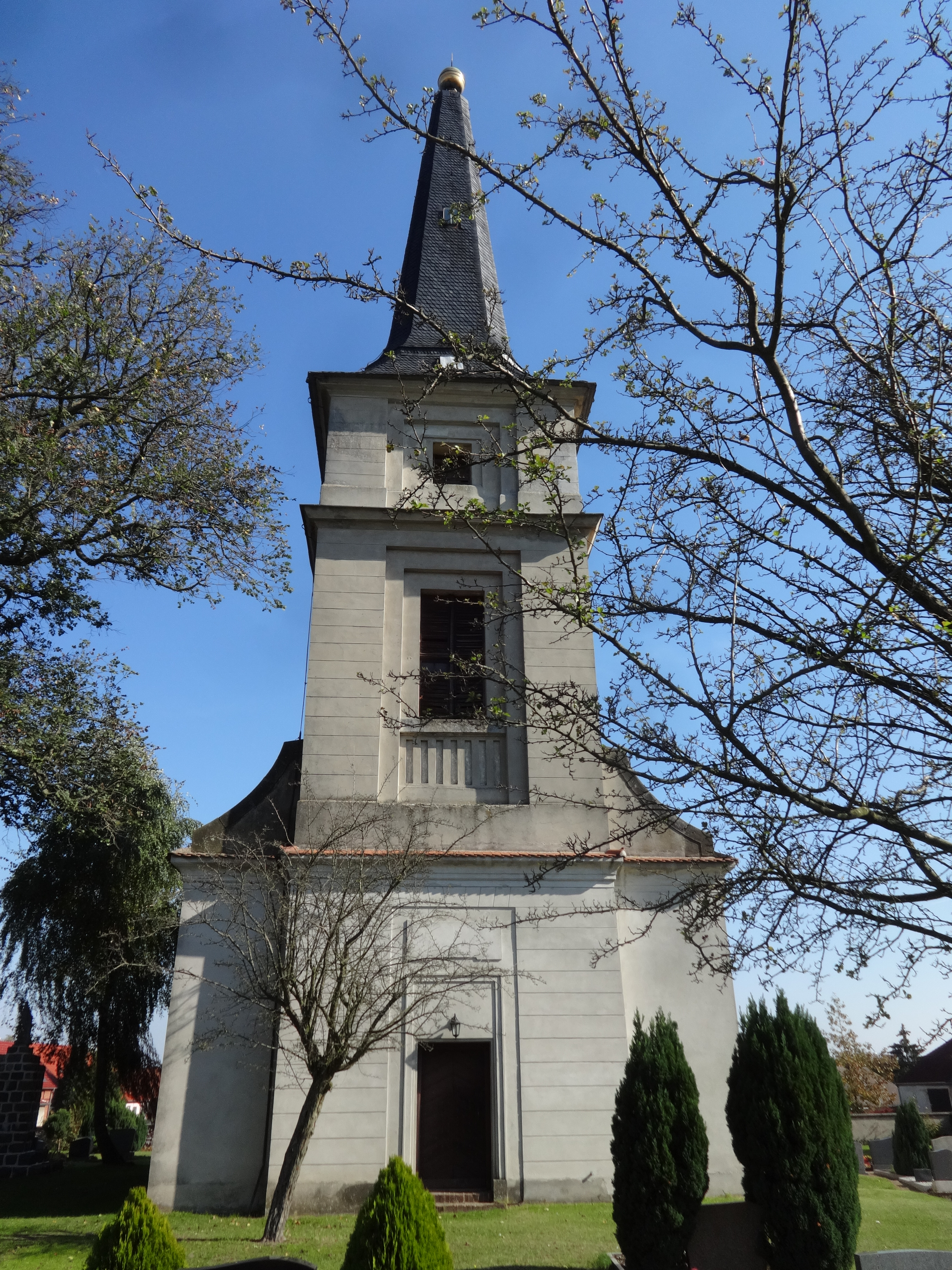
Westturm

Die Kirche wurde aus Mauersteinen errichtet, die flächig mit einem hellen Putz versehen sind. Der Chor ist gerade und nicht eingezogen. An seiner Ostseite sind zwei hochrechteckige Fenster, deren Form durch eine verputzte Fasche betont wird. Darüber ist ein umlaufendes Gesims, das in den ebenfalls verputzten Giebel führt.
Daran schließt sich das Kirchenschiff an. Es hat einen rechteckigen Grundriss und auf seiner südlichen Seite je zwei paarweise angeordnete, ebenfalls hochrechteckige Fenster. Dazwischen sowie an der westlichen Seite sind zwei große, sich über die gesamte Fassadenhöhe erstreckende, rechteckige Blenden zu erkennen. An diesen Stellen könnte sich zu einem früheren Zeitpunkt je ein Portal befunden haben. Ein solches Portal ist an der ähnlich gestalteten Nordfassade mittig im Kirchenschiff noch vorhanden. In Höhe des Kirchturms ist lediglich eine kleine, rechteckige Holztür eingearbeitet. Das Kirchenschiff trägt ein Walmdach.
Der querrechteckige Westturm kann durch ein ebenfalls rechteckiges Portal an seiner Westseite betreten werden. Seine Fassade ist mit einem Quaderputz verziert. Im mittleren Turmgeschoss ist an den drei zugänglichen Seiten eine weitere, rechteckige Blende, in die eine Klangarkade eingelassen ist. Oberhalb eines weiteren Gesimses ist eine kleine, rechteckige Öffnung an jeder Seite. An der Ostseite ist diese zugesetzt. Daran schließt sich der achtfach geknickte und mit schwarzem Schiefer gedeckte Turmhelm an, der mit einer Turmkugel abschließt.

## Ausstattung
Die barocke Kirchenausstattung stammt aus der Zeit nach 1704. Das Altarretabel ist mit reichhaltigem Schnitzwerk verziert und wird von zwei korinthischen Säulen flankiert. Die Predella zeigt das Abendmahl Jesu, das Altarblatt die Kreuzigung Christi; darauf eine Wappenkartusche derer von Marwitz. Im Altarauszug ist die Auferstehung Jesu zwischen Putten und Leidenswerkzeug abgebildet. Die Kanzel ist vergleichsweise schlicht.
Ein Epitaph aus Alabaster erinnert an den 1704 im Alter von 66 Jahren verstorbenen Johann Georg von der Marwitz. Die Kunsthistorikerin Simone Neuhäuser weist darauf hin, dass bereits die Existenz eines weiteren Epitaphs in der Dorfkirche Friedersdorf „bemerkenswert“ sei, zumal die finanziellen Mittel der Erben meist beschränkt waren. Auffällig sei an der Südwand neben dem Altar angebrachten Werk die „qualitätsvolle Portraitbüste“, die aus Alabaster hergestellt ist. Dies mache das Werk zu einer der „bedeutendsten Portraitbüsten des Barock innerhalb der märkischen Grabplastik“. Unterhalb der Büste ist eine Inschrifttafel, darunter eine Konsole, die mit Wappen und Symbolen des Todes bedeckt ist. Drei miteinander verbundene Kartuschen zeigen die Wappen der Familien von der Marwitz, von Görtzke und von Osterhausen, die um das Malteserkreuz gruppiert wurden.
Zur weiteren Ausstattung gehören drei Kindergrabsteine aus den Jahren 1569, 1580 und 1585 sowie zwei weitere Grabsteine aus der ersten Hälfte des 17. Jahrhunderts.
Die Orgel baute die Firma Teschner im Jahr 1853. Das Instrument mit einer mechanischen Schleiflade hat ein Manual und neun Register. Sie wurde Ende des 20. Jahrhunderts von der Firma Sauer-Orgelbau restauriert.
Das Bauwerk hat ein flaches, hölzernes Muldengewölbe, das mit Stuck gerahmt ist.
Auf dem umgebenden Friedhof befindet sich weiterhin das Grab des preußischen Pastors und Staatsmann unter Friedrich Wilhelm II., des 1800 verstorbenen Johann Christoph von Woellner und dessen Ehefrau. An der Nordseite erinnert ein Denkmal an die Gefallenen der Weltkriege.